# خوتچه
خوتچه (به لهستانی:  Chotycze) یک روستا در لهستان است که در گمینا ووشتسه واقع شده‌است. خوتچه ۴۰۰ نفر جمعیت دارد.